# Admiral Sportswear
Admiral Sportswear — найстаріший англійський бренд спортивного одягу, здебільшого зосереджений на футболі. Заснований 1914 року в Лестері, Admiral спочатку був створений як бренд нижньої білизни, а потім перейшов на багато видів спорту, включаючи крикет, велоспорт і легку атлетику. Торгова марка з логотипом «Адмірал» була офіційно зареєстрована 6 вересня 1922 року в офісі торгових марок. Пік свого успіху він досяг у 1970-х, 1980-х і на початку 1990-х років завдяки серії спонсорських контрактів футбольних команд.
Серед користувачів Admiral були збірна Англії, «Лідс Юнайтед», «Манчестер Юнайтед» та деякі команди нині неіснуючої NASL.
Бренд Admiral повернула до життя манчестерська фірма, заснована місцевим підприємцем, «Admiral Sportswear Ltd.», яка у 2011 році придбала права на виробництво та продаж взуття, одягу та аксесуарів.

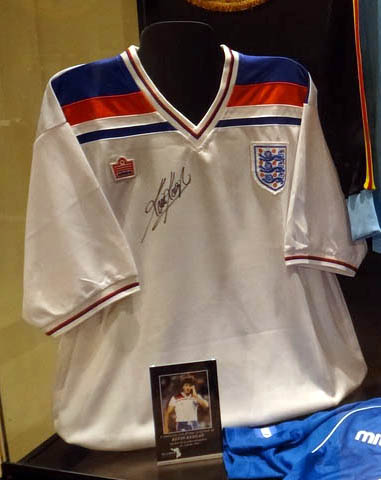
Футболка Admiral збірної Англії з футболу. Цю модель носили з 1980 по 1983 рік